# Sarah de Saint-Gilles
Sara de Sancto Aegidio (St. Gilles) o Sarah de Saint-Gilles és una metgessa francesa del segle xiv.
Sara de Sancto Aegidio va viure a Marsella, a França. Era la filla de Davin i la vídua d'un metge anomenat Abraham de Saint Gilles. La seva pràctica i els seus coneixements mèdics són coneguts per un contracte que va tenir amb el seu estudiant, Salvetus de Burgonoro de Selon de Provença, del 28 d'agost de 1326. El contracte estableix que Sara de Sancto Aegidio ha d'instruir-la en medicina durant set mesos, així com proporcionar-li allotjament i vestit. A canvi, l'estudiant de Sara de Sancto Aegidio ha de donar-li totes les receptes que obté com a aprenent. Aquest document és un dels exemples més antics i millor estudiats dels contractes mestre-aprenent.